# Rivière Athabasca
Pour les articles homonymes, voir Athabasca.
La rivière Athabasca prend sa source au glacier Columbia, dans le parc national Jasper en Alberta, au Canada. Elle a joué un grand rôle dans la traite des fourrures et dans la construction du chemin de fer et de la route vers l’ouest canadien. Depuis 1989, la rivière Athabasca est inscrite au réseau des rivières du patrimoine canadien.

## Étymologie
En langue crie, le mot « Athabasca » signifie « herbe ici et là ».

## Géographie
La rivière Athabasca s’écoule sur 1 538 km. Elle reçoit les eaux de la rivière Miette peu avant de sortir du parc national de Jasper. Elle traverse ensuite le lac Brûlé, puis reçoit les eaux de la rivière Pembina avant de se déverser dans le lac Athabasca. La rivière Athabasca a une profondeur de 30 à 40 mètres et un débit moyen de 200 m3 par seconde. Toutefois, ce débit peut être réduit de moitié durant des périodes de sécheresse, comme cela s'est produit trente-six fois au cours des neuf derniers siècles.

## Aménagements

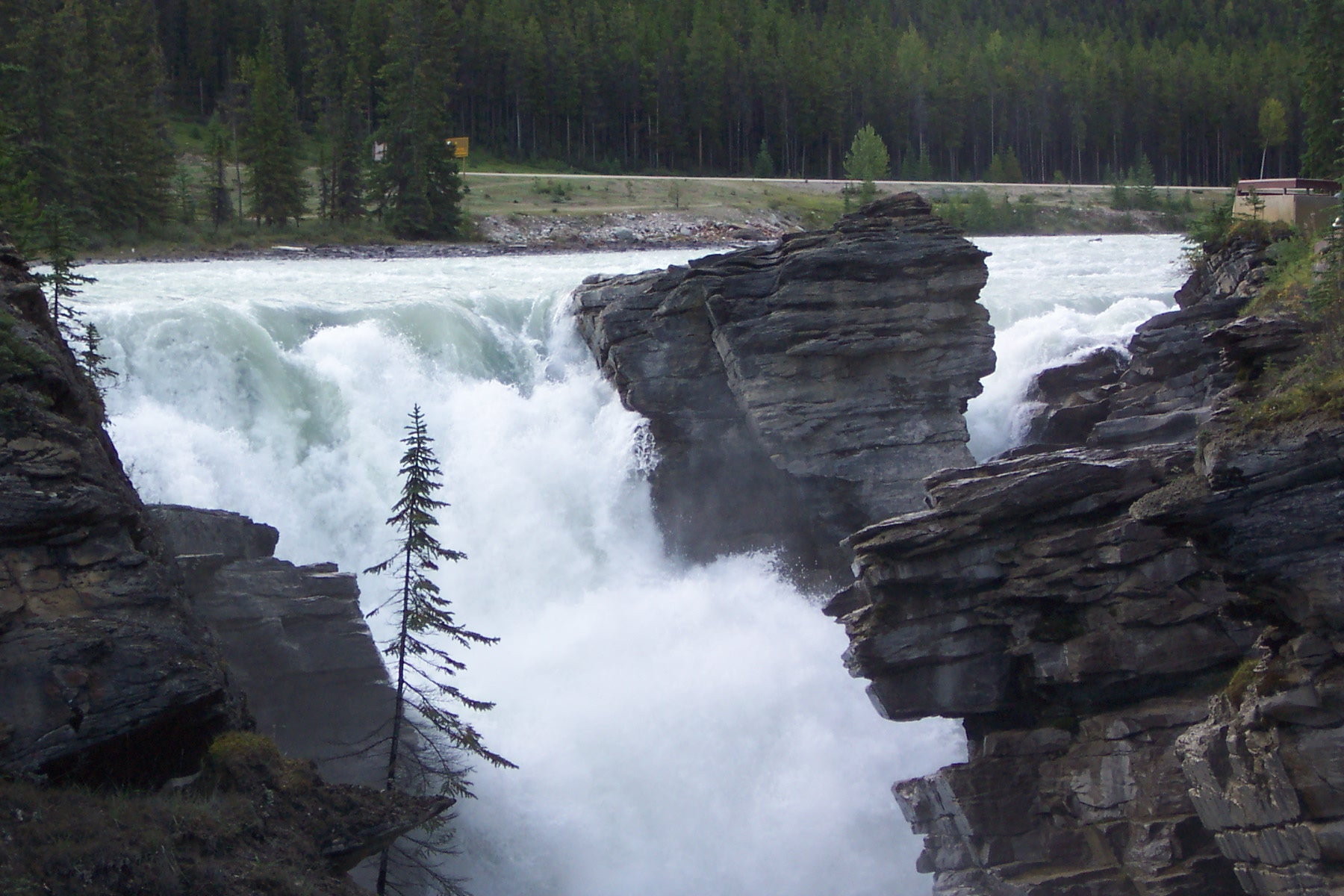
Les chutes Sunwapta sur la rivière Athabasca.

En 2012, l'exploitation du pétrole des sables bitumineux de l'Athabasca pompait 187 millions de m3, soit environ 5 % du débit en période de non-sécheresse. Par ailleurs, l'industrie rejette des effluents pollués dans la rivière. À mesure que l'on va vers l'aval, celle-ci contient de plus en plus de traces de métaux ; les poissons du lac Athabasca sont pollués au mercure ; les sédiments du delta contiennent des hydrocarbures aromatiques polycycliques (HAP) parce que l'eau passe au travers des sables bitumineux.
Sur les rives de l'Athabasca, la compagnie Suncor a raffiné en moyenne 235 000 barils de pétrole par jour en 2008.